# 창춘 야타이

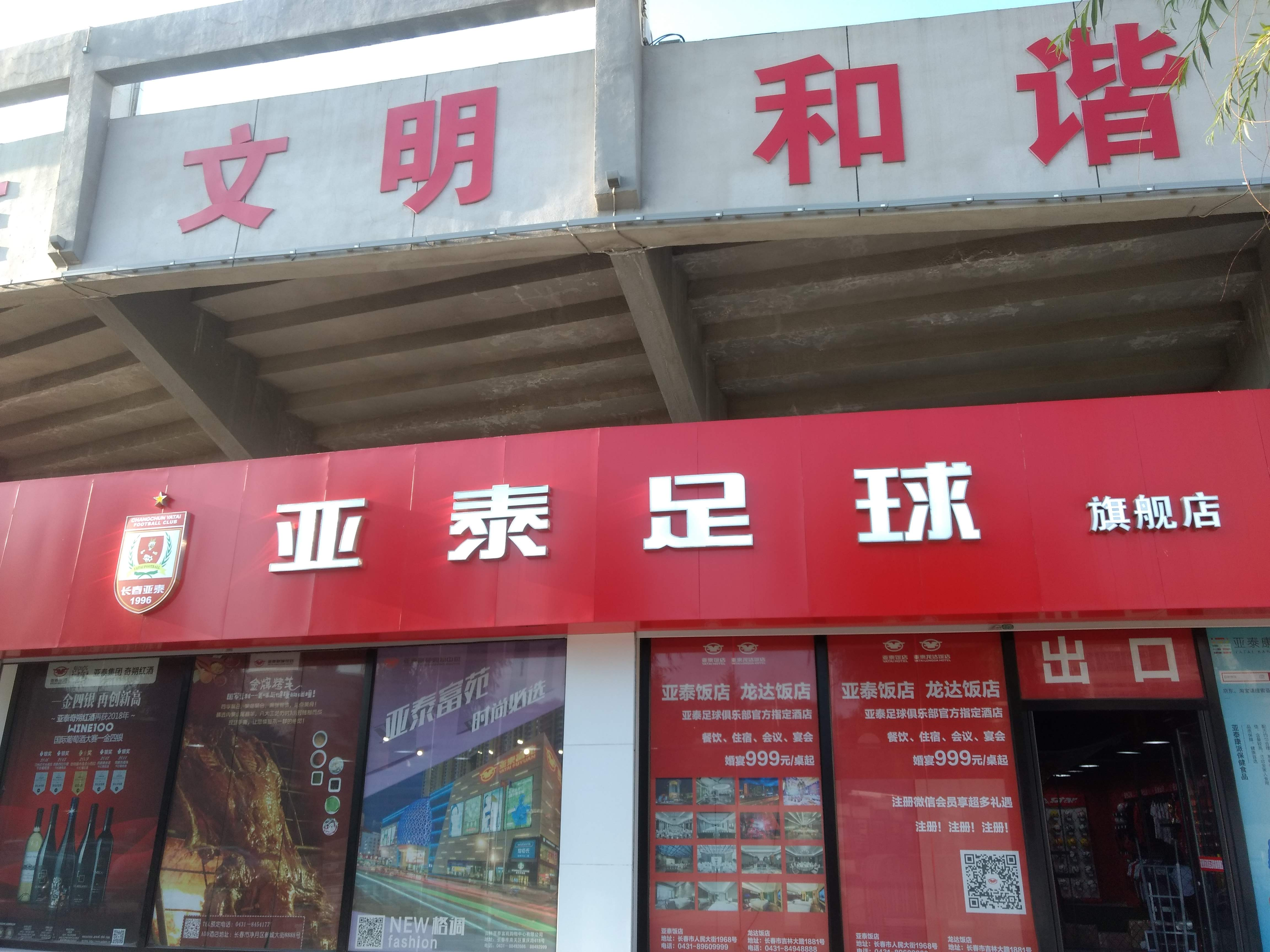

창춘 야타이 FC(중국어 간체자: 长春亚泰, 정체자: 長春亞泰, 병음: Chángchūn Yàtài)는 중국 지린성 창춘시를 연고로 하는 축구 클럽이다. 현재 중국 슈퍼리그에 참가하고 있다.

## 역사
1996년 6월 6일 지린 야타이 그룹에 의해 설립된 클럽이다. 2000년 2부 리그로 승격하기 전만 해도 약팀이라는 평가를 받았다. 2006년 중국 슈퍼리그로 승격하여 4위를 기록하는 이변을 연출했다.

## 팀 기록
- 갑(甲)A리그 우승 1회(2003), 준우승 3회(2001, 2005, 2009)

## 선수 명단

### 현역
참고: FIFA 자격 규정에 따라 소속된 국가대표팀 국기를 표시합니다. 선수는 복수의 FIFA 비회원국 국적을 가지고 있을 수 있습니다.
| 번호 | 포지션 | 국적     | 이름          |
| ---- | ------ | -------- | ------------- |
| 4    | DF     | 세르비아 | 라자르 로시치 |

| 번호 | 포지션 | 국적 | 이름 |
| ---- | ------ | ---- | ---- |

## 역대 감독
| 감독     | 임기        |
| -------- | ----------- |
| 가오훙보 | 2007 ~ 2008 |
| 이장수   | 2016 ~ 2017 |
| 셰후이   | 2024 ~      |